# アルジェリア戦争
アルジェリア戦争（アルジェリアせんそう、英: Algerian War, 阿: ثورة جزائرية; 仏: Guerre d'Algérie）は、1954年から1962年にかけて主にフランス領アルジェリアで勃発した、フランスとその植民地支配に対抗するアルジェリアとの間の独立戦争。この戦争は双方に多くの犠牲があったが、結果的にはアルジェリア側の勝利に終わりエビアン協定が締結され停戦しアルジェリアは独立を達成した。
独立前のアルジェリアは名目上、植民地ではなくフランス本国の一部とされていた。このため、アルジェリア地域内で完全なフランス市民権を付与されていた「コロン」（ピエ・ノワール）と呼ばれるヨーロッパ系入植者と、対照的に抑圧されていたベルベル人やアラブ系住民などの先住民（indigene,アンディジェーヌ）との民族紛争、親仏派と反仏派の先住民同士の、かつフランス軍部とパリ中央政府との内戦でもある。
フランス政府では公式には戦争として認定されず、「アルジェリア事変」（évènements d'Algérie）や、「北アフリカにおける秩序維持作戦」と呼称されていたが、1999年10月になり法改正され正式にアルジェリア戦争（Guerre d'Algérie）と記されるようになっているなどフランスとアルジェリアの間には歴史認識問題も存在する。

## 背景
1830年以降、フランスは地中海対岸でアルジェリア侵略を進め、1848年に3つの直轄県（オラン県、アルジェ県、コンスタンチン県）を置いた。1881年には東隣チュニジアをオスマン帝国から確保（フランス保護領チュニジア）。1912年に西隣をフランス保護領モロッコとして組み込むなど、北アフリカ支配の拠点としていた。その様子は、アルジェリア戦争初期には「セーヌ川がパリを横切るように、地中海がフランスを横切る」と称されるほどであった。
ヨーロッパ系コロン（ピエ・ノワール）と、同化政策によって市民権を付与されたユダヤ教徒や一部のムスリム以外の先住民は差別、抑圧されていた。1945年の第二次世界大戦終結後、アジアなどから急激に広がった民族自決の流行の中で、反仏抵抗運動が高まっていた。1952年1月に起こったフランスによるチュニジア民族運動弾圧は、植民地支配に固執するフランス人の国際的評価を下げた。また、1954年のジュネーヴ協定によってフランス領インドシナ4国（南北ベトナム含む）が正式に独立に至ったことは、フランスの全植民地・海外領土に暮らす人々を力づけるものであった。

## 経過

### アルジェリア民族解放戦線の軍事闘争と内務省主導の治安維持作戦
1954年、アルジェリア民族解放戦線（FLN）が組織され、軍事部門であるアルジェリア民族解放軍（ALN）を設立して武装闘争を本格化させ、11月1日に一斉蜂起した。フランスのピエール・マンデス＝フランス内閣はこれを治安上の非常事態とみなし、即応兵力を増強し各地の蜂起を鎮圧した。1955年4月、フランス国防省は北大西洋条約機構（NATO）に派遣中の1個師団を引き揚げ、アルジェリアに派遣することを決定する。8月には抽出部隊は2個師団に変更され、10万人を超える規模となった。1956年1月の総選挙では弾圧政策をとるエドガール・フォール内閣に対し、融和政策を掲げたギー・モレが勝利した。しかし、ピエ・ノワール達の反発に遭い、同年3月には政策を転換、国民議会で圧倒的多数の支持で非常大権を与える緊急事態法が公布され、4月11日に20万人の予備役の招集が決定された。
一方の民族解放戦線も最初の1年間だけで、フランス人の経営する6,000以上の農場、400の学校を破壊し、数十万の家畜を略奪。他にも道路・橋梁、通信施設を破壊し、フランス軍人、警察官や役人、フランスに協力する現地住民を殺害した。各地のゲリラはフランス軍を翻弄しつつも、1957年秋頃までには指導者層が次々と逮捕され、チュニジアへ撤退していった。
1955年にはチュニジアとモロッコでも民族運動が盛り上がり、反仏暴動の結果、翌1956年にはチュニジアとモロッコはフランス連合内での独立を達成した。しかしアフリカ最大の植民地であり、百万人のコロンの存在などの事情を抱えるアルジェリアに関しては、対応をめぐってフランス政府内でも方針が分裂した。戦争はアルジェリア民族解放戦線によるゲリラ戦と化し、解放戦線によるフランス人経営のカフェや映画館などを狙った爆弾テロの頻発、対するフランス軍による対ゲリラ作戦の中で、解放戦線側とみなされた現地住民の即決処刑や、拷問を使った尋問が多発し、泥沼化していった。

### 国防省主導の平定作戦
1956年3月の緊急事態法の成立に伴い、予備役の動員が決定され4月15日には兵役期間を28ヶ月に延長し、予備役4万人および予備役将校を召集し同年2月1日には19万1000人の兵力は年末までに25万人に増強された。さらにアルジェリア派遣軍兼第10軍管区司令官ラウル・サラン将軍に軍・警察の権限を集中させ平定作戦を強化した。
アルジェリア国民解放軍は本部をチュニジア首都のチュニスに置き、オーレス・カビリーには秘密拠点を設けて戦力の増強と民心獲得を行なっていた。チュニジアの難民キャンプに避難していたゲリラ部隊は頻繁に越境攻撃を実施するも、フランス軍の警戒防御線の前にただ損害を増やすだけであった。5月28日には国境の村サキエトに対する誤爆事件が発生。チュニジアや世界各国はこれを非難し、フランスは解決策として国境地帯の無人化を提案したがチュニジアは拒否。6月1日にフランスは親書をチュニジアに渡し、同月17日に紛争処理協定が結ばれフランス軍の越境攻撃は中断、チュニジアとの全面戦争の危機は回避された。
1958年6月6日には陸海空軍が51万3000人、補助兵力約13万人にまで拡大した。戦闘は1958年から1960年半ばまでが最も激しく、モーリス・シャール将軍の指導によるシャール計画（シャール攻勢）では各地のアルジェリア民族解放軍部隊を壊滅状態に追い込んだ。

### フランスの政治的混乱
フランス本国の世論もアルジェリア民族解放戦線の独立運動を支持する側とフランスの国家的威信を優先させる側に分裂する。1958年5月13日、「フランスのアルジェリア」を支持する現地軍人やコロンたちの暴動はなし崩し的にクーデターに発展し、フランス本土侵攻の脅威によって第四共和政政府は有効な解決策を出せずに危機に追い込まれ、崩壊状態となった。
政府の出馬要請により軍部を抑えることのできる人物としてシャルル・ド・ゴールが首相に就任し、9月28日に新しいフランス共和国憲法を国民投票で承認させ、10月5日に第五共和政が開始された。
コロンやアルジェリア派遣フランス軍は当初、第二次世界大戦で自由フランスを率いた英雄であるド・ゴールが強硬策をとるものと期待した。しかしド・ゴールは、フランス国内の厭戦気分の蔓延、植民地主義の終焉を告げる国際社会の趨勢、増大する戦費に耐えかねるフランス経済などを総合的に考慮し、同年9月にはアルジェリア独立を容認する姿勢を明確にするに至った。12月12日に人事刷新を図り、自らを担ぎ出したサラン将軍を閑職に追いやり、アルジェリアでの軍政を廃して文民であるポール・ドルーヴリエに統治をゆだねた。また、空軍部隊司令官に自らの派閥に近いシャール空軍大将を就任させた。ただし、現地駐留軍の中核的人物であったジャック・マシュ将軍はアルジェ地区行政長官に就任させ、駐留軍の動揺を抑えた。1959年1月、ド・ゴールはフランス共和国大統領に就任し、直ちに非常事態権限を発動した。

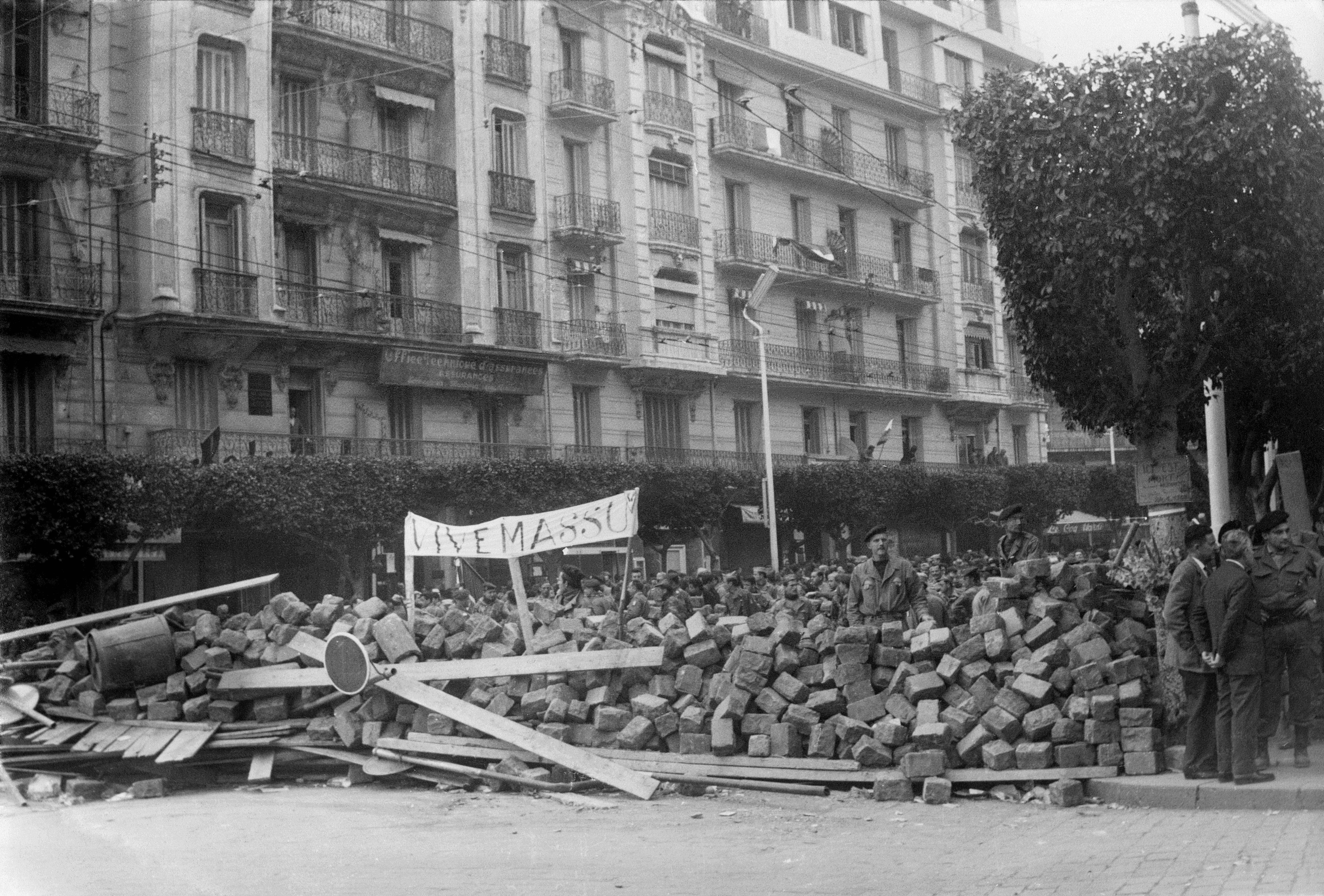
「バリケードの1週間」（1961年1月）

1960年、フランスは年頭からアフリカ植民地の独立を次々に承認し、後に「アフリカの年」と呼ばれるようになる。1月24日、アルジェリアの中心都市アルジェではマシュ将軍の師団長更迭に端を発する暴動事件であるバリケードの1週間が発生、事態は解決したが極右活動家や過激傾向の軍人は逮捕あるいは更迭された。
このような情勢下でド・ゴールは7月に「アルジェリア平和計画」を発表した。この中で明確にされたドゴールのアルジェリア独立容認方針は、アルジェリアで戦う軍人とコロンの反発を買い、11月にはコロンらの反ド・ゴール暴動を招いた。
1961年1月8日、フランスとアルジェリアで行われたアルジェリア独立をめぐる国民投票では、75パーセントがアルジェリアの民族自決を、つまりはド・ゴールのアルジェリア独立方針を支持した。
一方、フランスではバリケードの1週間の首謀者連に対する裁判が行なわれたが、被告人のほとんどが軽い量刑で済まされ、釈放後は多くが地下活動に転じ秘密軍事組織（OAS）を結成してフランス軍やフランス官憲に対して反乱を開始した。彼らはアルジェリアはフランス固有の領土であると信じ、この戦いをヨーロッパ文明と野蛮との戦いと位置づけた。OASはアルジェリアやフランス本土で、フランス人政治家や警察官僚らを殺害するなどテロ活動を活発化させ、1961年9月にド・ゴールの暗殺を計画するが失敗した。だが、暗殺計画の発覚でコロンとOASへの支持は失墜して、フランス本国でもアルジェリア独立の支持が高まった。
同年4月、「将軍達の反乱」が発生、アルジェリア駐留軍から空挺部隊が決起し、OASも参加して1958年5月の危機と同じく内戦の寸前の事態にまで陥ったが、ドゴール大統領の強硬な態度と駐留海空軍の離反、そして混乱のさなかにサハラ砂漠で実施された核実験（ジェルボアーズ・ブルー）の衝撃がクーデターに止めを刺した。このときフランス国民は空挺部隊が本土を奇襲するのではと大変恐れたという。この事件以降、アルジェリア民族解放軍の軍事行動は激減し、フランス軍の平定作戦は小康状態となり、軍内部の粛清とOASとの戦いに注力した。
同年10月17日、パリ郊外で、アルジェリア系イスラム教徒のみを対象とした夜間外出禁止令への平和的抗議デモが行われ、2万人以上が参加した。パリ警視総監のモーリス・パポンは警官隊にデモ弾圧のための発砲を許可。約1万2000人を逮捕したほか、現場や収容所で120人を虐殺した。

### 休戦交渉
OASのフランス軍、アルジェリア民族解放戦線、およびアルジェリア人市民に対するテロが激化する中、ド・ゴールはアルジェリア民族解放戦線に和平交渉を呼びかけ、1962年3月18日、レマン湖畔のエヴィアン＝レ＝バンでエビアン協定を締結。アルジェリア独立が承認され、フランス軍とアルジェリア民族解放戦線の戦闘は停止する。
同年4月8日にフランス本国で行われた国民投票では、大多数の国民が戦争の終結を望み90%以上がアルジェリア独立を支持した。
一方、OASはますますテロを激化させ、アルジェリア民族解放戦線を襲撃するほか「アルジェリアをフランス統治時代以前の状態に戻してから返してやる」としてフランスがアルジェリアに建設してきた近代的インフラストラクチャーをも破壊し始めた。民族解放戦線側も報復テロを行い、アルジェリアに留まることがエビアン協定で認められていた一般人のコロンらはテロの応酬による無政府状態を恐れて次々とアルジェリアからフランスへの脱出を開始した。OASにもさすがに敗北を認めるものが現れ、6月にはアルジェリア民族解放戦線と停戦に至ったが、もはやコロンの大半はアルジェリアを脱出しようとしていた。
6月28日、休戦交渉中にフランス軍はNATO抽出の2個師団を西ドイツに帰還させ、7月にアルジェリアで実施された投票では絶対多数で独立が採択され、アルジェリアの独立が決定する。初代大統領にはアルジェリア民族解放戦線の創設者であるベン・ベラが就任した。
アルジェリア民族解放戦線は以後アルジェリアを主導する政治勢力となったが、長期政権化して次第に国民の不満が高まるようになった。OASはこの戦争後もフランス本土でドゴール暗殺とクーデターを試みたが失敗し続け衰退した。
アルジェリアに残ったフランス系住民はわずかにとどまった。ド・ゴールはエヴィアン協定の中でピエ・ノワールはアルジェリアに留まることができると約束したが、独立後FLNは自由に協定を破ったため、ピエ・ノワールのほとんどはアルジェリアから着の身着のままでフランスに逃亡する事態になった。:232 フランス側に味方して戦った25万のアルジェリア人（アルキ、harki）に対してはアルジェリア民族解放戦線などによる報復が行われ、多くが殺され、また多くがフランスへ亡命することとなった。アルキに対する虐殺の犠牲者は10万人以上と推計されており、拉致・殺害された仏軍協力者の子供が仇討ちのためアルキになった例もある。

### 戦後

#### フランス側
フランス政府は「忘却政策」を行い、アルジェリア戦争に関する報道を規制して過去の汚点として忘れ去ろうとした。
アルジェリアでの軍事行動は公式には戦争ではなく国内の「秩序維持行動」とされたため、戦争で死亡した約2万5千人のフランス兵を追悼する記念碑は数十年もの間建設されず、国防省は1970年代まで退役軍人を退役軍人として分類することを拒否していた。:219 1977 年にアルジェリア戦争の無名戦士の記念碑が建てられたとき、フランスのヴァレリー・ジスカール・デスタン大統領は献呈式の演説で、戦争やアルジェリアという言葉を使うことを拒否し、代わりに「北アフリカの無名戦士」という表現を使用した。:219
しかし、1990年代に入ると「記憶の義務」運動が起こり、アルジェリア戦争の記録がマスメディアで報道されるようになった。拷問やテロなど非人道的な問題が頻繁に取り上げられ、これにピエ・ノワールによる抗議活動が活発化した。2005年2月には植民地支配を正当化する内容が含まれる「フランス人引揚者に対する国民の感謝及び国民の負担に関する 2005年2月23日の法律 第2005-158号（フランス語版）」を成立させたが、フランス領アンティル諸島やアルジェリアから猛反発を招き、1年後には「海外、とくに北アフリカにおけるフランスの肯定的な役割を教える」ことを義務付けた4条が廃止されている。
2001年には、アルジェリア駐留フランス軍の指揮官の一人であったポール・オサレス将軍がアルジェリア戦争の回顧録を出版。捕虜の即決処刑や、解放戦線シンパと疑われた市民や活動家への拷問や殺害が頻繁であった、自らが指揮した当時の生々しい対テロリズム作戦の実情を暴露した。オサレスの執筆姿勢はそれらの行為を反省するものではなく、軍人による任務の遂行として肯定するものであった。オサレスはかつて受章したレジオン・ドヌール勲章をフランス政府により剥奪されている。
2014年、ジャーナリストのジャンシャルル・ドゥニオーが戦争中、モーリス・オーダンら独立運動家がフランス軍の拷問により殺害されていたこと、それらはフランス軍の命令であったことを明らかにした内容の書籍を出版。2018年、フランス大統領エマニュエル・マクロンはモーリスの妻の元を訪れて謝罪するとともに、戦争中に失踪したフランスとアルジェリアの民間人、兵士に関する資料を公開する意向を示した。
2021年9月、マクロン大統領は、フランス軍に協力したアルジェリア人兵士（アルキ）の過去の処遇に言及。保護を約束していながらアルジェリアに置き去りにしたことなどの冷遇を謝罪した。アルジェリアに取り残されたアルキは前述のように虐殺され、フランスへ脱出できたアルキやその家族も、フランス人からは「汚いアラブ人」として、アルキ以外のアルジェリア系移民からは裏切者として二重の差別を受けている。マクロン大統領は1961年10月17日に起きたパリ警視庁によるアルジェリア人虐殺の追悼式典にも2021年10月16日に大統領として初めて参加し、「許すことのできない犯罪」と述べた。

#### アルジェリア側
アルジェリアの公教育では、フランス側による凄惨な弾圧を証言する語り部が学校を巡回するなどして、侵略国に対する英雄的闘争を経て勝ち取った独立であることが強調されるため、反仏感情の要因になっている。

## 関連作品
小説
- フレデリック・フォーサイス『ジャッカルの日』（1971年、イギリス）
- パトリック・モディアノ『イヴォンヌの香り』（1975年、フランス）
- 名誉と栄光のためでなく（1963年、フランス）

映画
- 前進か死か（1962年、イタリア・スペイン・ドイツ、監督：フランク・ウィスパー）
- 小さな兵隊（1963年、フランス、監督：ジャン＝リュック・ゴダール）
- シェルブールの雨傘（1964年、フランス・西ドイツ、監督：ジャック・ドゥミ）
- さすらいの狼（1964年、フランス・イタリア、監督：アラン・カヴァリエ）
- アルジェの戦い（1966年、イタリア・アルジェリア、監督：ジッロ・ポンテコルヴォ）
- ジャッカルの日（1973年、イギリス・フランス、監督：フレッド・ジンネマン）
- 自由、夜（1983年、フランス、監督：フィリップ・ガレル）
- イヴォンヌの香り（1994年、フランス、監督：パトリス・ルコント）
- いのちの戦場 -アルジェリア1959-（2007年、フランス、監督：フローラン＝エミリオ・シリ）
- 名誉と栄光のためでなく_(映画)（1966年 監督	マーク・ロブソン）

### メディア・アーカイブ
- Audiovisual National Institute's declassified Algeria War archives (hundreds of free video: news rushes, interviews, official speeches, retrospectives, etc.)
- Algerian War Retrospective